# Willy Max Rademacher

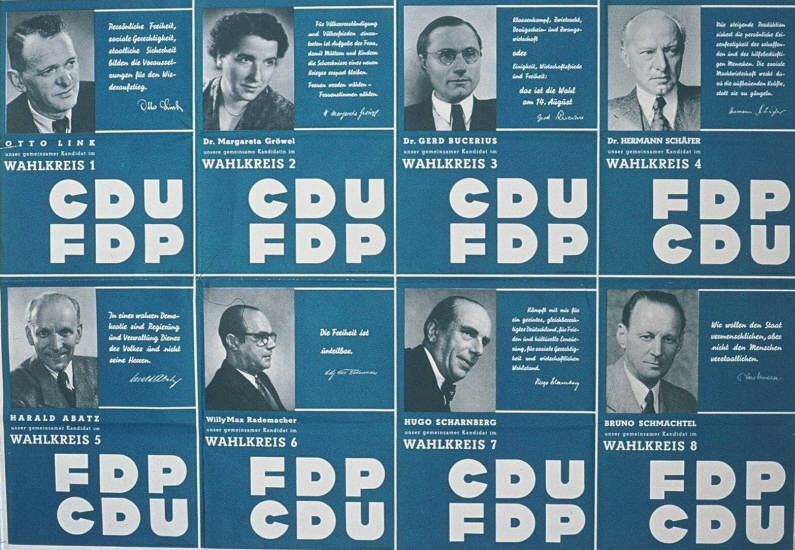
Willy Max Rademacher auf einem Wahlplakat der CDU und FDP zur Bundestagswahl 1949

Willy Max Rademacher (* 26. Dezember 1897 in Langenhagen bei Hannover; † 22. Juli 1971 in Hamburg) war ein deutscher Politiker der FDP. Er war 1946–1958 und 1966–1969 Landesvorsitzender der FDP Hamburg sowie von 1949 bis 1965 Mitglied des Deutschen Bundestages.

## Leben und Beruf
Rademacher war Inhaber der Spedition Ristelhuebers Nachf. GmbH. Er war nach dem Zweiten Weltkrieg Vorsitzender des Vereins Hamburger Spediteure.

## Partei
Rademacher, der nach dem Ersten Weltkrieg der DDP beigetreten war, gehörte während der Zeit des Nationalsozialismus dem Ende 1933 durch die Gruppe Q (später Freies Hamburg) zu Tarnungszwecken gegründeten Verein der Hafenfreunde an.
Rademacher gehörte zu den Mitbegründern der FDP in Hamburg. Auf dem Landesparteitag am 27. Juli 1946 wurde er mit 129 von 186 Stimmen gegen Eduard Wilkening zum Vorsitzenden der FDP Hamburg gewählt. Bis 1958, als er wegen der Belastungen durch sein Bundestagsmandat nicht mehr antrat, und noch einmal von 1966 bis 1969 war er insgesamt 15 Jahre Landesvorsitzender. Dem FDP-Bundesvorstand gehörte er in unterschiedlichen Funktionen von 1951 bis 1970 an. 1957/58 war er als Vertreter des linksliberalen Flügels stellvertretender FDP-Bundesvorsitzender.

## Abgeordneter

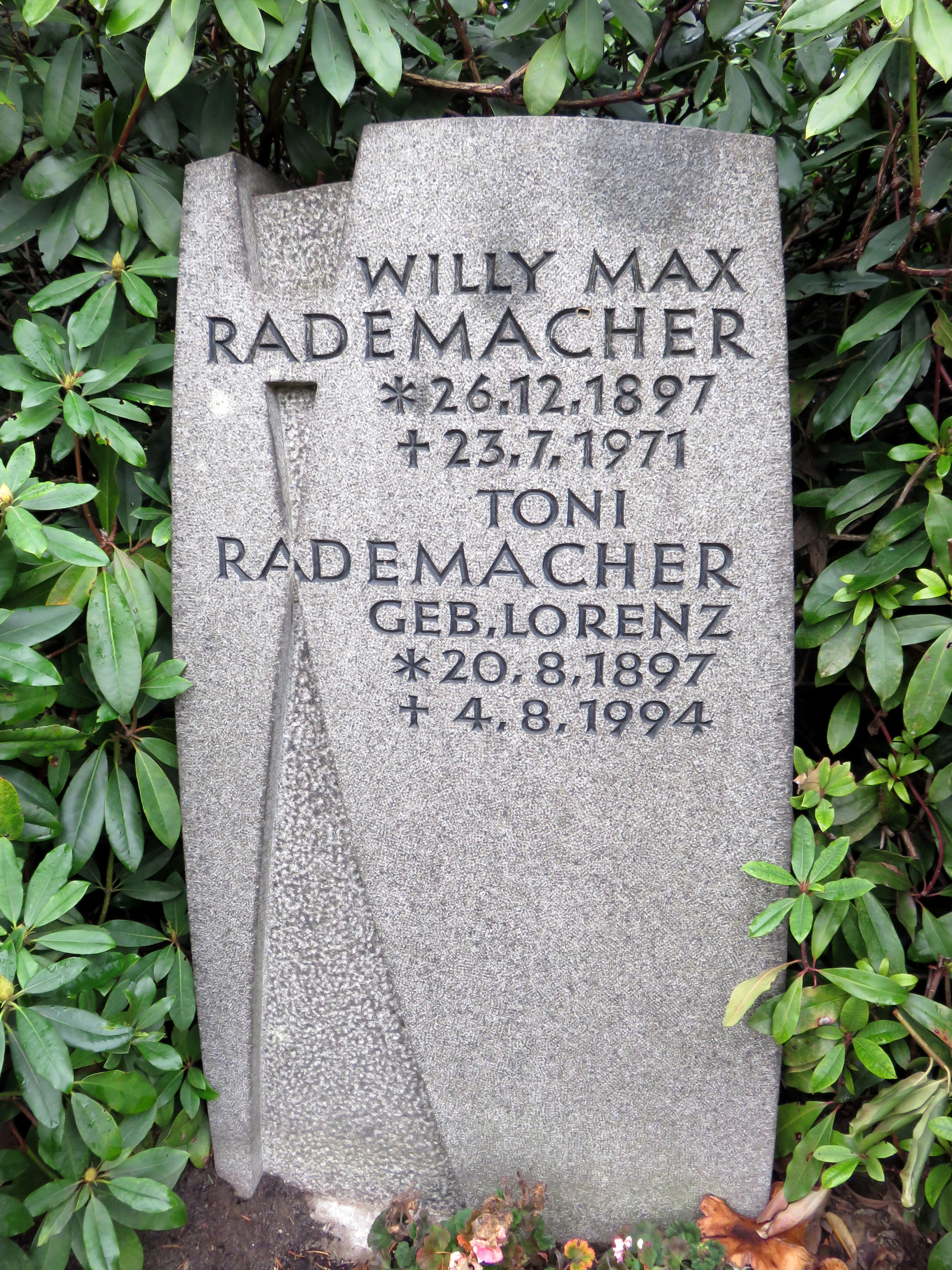
Grabstein Willy Max Rademacher auf dem Friedhof Ohlsdorf

1946 wurde Rademacher in die erste frei gewählte Hamburgische Bürgerschaft der Nachkriegszeit gewählt. Dieser gehörte er bis zu seiner Wahl in den Deutschen Bundestag an. Bundestagsabgeordneter war er von 1949 bis 1965. Während er 1949 und 1953 aufgrund von Wahlabsprachen u. a. mit der CDU in dem im Norden der Stadt gelegenen Wahlkreis Hamburg VIII ein Direktmandat – 1953 sogar mit der absoluten Mehrheit der Erststimmen – gewinnen konnte, wurde er in den nächsten Legislaturperioden über die Hamburger Landesliste der FDP ins Parlament gewählt. Im Bundestag setzte sich Rademacher insbesondere für die Förderung der deutschen Schifffahrt und der Werftindustrie ein. 1949 bis 1953 war er Vorsitzender des Bundestagsausschusses für das Verkehrswesen, 1953 bis 1957 dessen stellvertretender Vorsitzender. 
Vom 29. November 1961 bis zum 21. Dezember 1965 gehörte Rademacher auch dem Europaparlament an. Dort wirkte er vor allem für eine Harmonisierung der Wettbewerbsregeln im Verkehrsbereich innerhalb der EWG.
1964 hatte Rademacher Kontakt zu den Begründern der Aktionsgemeinschaft Unabhängiger Deutscher (AUD), insbesondere seinem ehemaligen Parteifreund Hermann Schwann, beteiligte sich aber an der Gründung dieser national-neutralistischen Partei nicht.
Willy Max Rademachers Grabstätte befindet sich auf dem Ohlsdorfer Friedhof in Hamburg, Planquadrat Q 5 (am Althamburgischen Gedächtnisfriedhof).